# María Eugenia Suárez
María Eugenia Suárez Riveiro (Buenos Aires, 1992. március 9. –) argentin színésznő, énekesnő és modell. 
A legkeresettebb modellek egyike Argentínában.

## Élete és pályafutása
1992. március 9-én született Buenos Airesben. Szülei Marcela Riveiro és Guillermo Suárez. Van egy bátyja, Agustín. Hatéves korában kezdett modellkedni.
A színészi pályafutása 2003-ban kezdődött, amikor megkapta Pia szerepét a Rincón de luzban. 2004-ben Paz szerepét játszotta a Floricientában. Szerepe szerint Martin Fritzenwalden barátnőjét alakította. Ugyanebben az évben járni kezdett az egyik osztálytársával, akit Federicónak hívtak. 2005-ben megkapta Violeta szerepét az Amor mióban, valamint szerepelt a Floricienta második évadjának  első néhány részében. Emellett pedig modellkedett a 47 Streetnél Luisana Lopilatóval és Benjamin Rojassal. 2006-ban Catalinát alakította az Amo de casaban. Emellett pedig modellkedett a Como quieres que te queranál, Muaanál, valamint a Cyzonenál és Sweet Victoriannál Maria del Cerróval és Cecilia Bonellivel.
2007-ben felkérték a Romeo y Julietában a női főszereplő, Julieta szerepére, valamint a Casi Ángelesben Jazmín szerepére. Végül Jazmín szerepét fogadta el, ami szinte az egész világon ismertté tette, valamint énekesnőként is megismerhette a közönség. Emellett modellkedett a Cyzonenél, a Sweet Victoriannál és a 47 Streetnél Emilia Attiassal. Ebben az évben szakított Federicóval. 2008-ban leforgatták a Casi Ángeles második évadát. A sorozat megnyerte a Martin Fierro gálán a Legjobb fiataloknak szóló sorozat díját. Emellett modellkedett a Multitalment agencynél, a Sweet Victoriannál és a Cyzonenél. Ebben az évben járni kezdett az egyik kollégájával, Nicolas Rierával.
2009-ben elkészült a Casi Ángeles harmadik évada. A Teen Angels három dallal reklámozta a Coca-Colát a Cada vez que sale el sollal, a Hoy queroval és a Navidaddal. A Teen Angels turnézott többek közt Izraelben, Venezuelában, Chilében, Mexikóban, Peruban, Spanyolországban és Olaszországban is. Idén is megnyerték a Martin Fierro gálán a Legjobb fiataloknak szóló sorozat díját, valamint a 40 principales gálán a Legjobb argentin előadó díját. Emellett modellkedett a Regina cosmeticsnél, a Dollfinsnál és a Sweet Victoriannál. Ebben az évben szakított Nicolas Rierával. 2010-ben leforgatták a Casi Ángeles negyedik, és egyben utolsó évadát. Idén is megnyerték a Martin Fierro gálán a Legjobb fiataloknak szóló sorozat díját, valamint a 40 princpales gálán a Legjobb argentin előadó díját.Emellett modellkedett a Dollfinsnál, a Carfreenél, a Sweet Victoriannál és a Penny Lovenál.Ebben az évben járni kezdett az argentin díva, Mirtha Legrand unokájával, Ignacio Vialeval.
2011-ben a Teen Angeles további koncertturnékra indult, immár Euge nélkül, akinek a helyére Rocio Igarzabal került, valamint a Los únicosban megkapta Sofía szerepét. Emellett modellkedett a Gentenél, a Sarkanynál, a BAF Weeknél, a Sweet Victoriannál és a Penny love-nál.

## Szerepek
| Év        | Cím            | Szerep           |
| --------- | -------------- | ---------------- |
| 2003      | Rincón de luz  | Pia              |
| 2004-2005 | Floricienta    | Paz              |
| 2005      | Amor mio       | Violeta Sinclair |
| 2006      | Amo de casa    | Catalina Zanetti |
| 2007-2010 | Casi Ángeles   | Jazmín Romero    |
| 2011      | Los únicos     | Sofía Reyes      |
| 2012      | Los únicos     | Sofía Reyes      |
| 2012      | 30 días juntos | Leni             |
| 2013      | Solamente vos  | Julieta Cousteau |

### Színházi szerepek
- 2007-2010:Casi Ángeles-Jazmín Romero
- 2011:Los únicos-Sofía Reyes

## Albumok

### 2007
- Teen angels-Yoy por más

1. Voy por más
2. No te rindas
3. Dos ojos
4. Casi Ángeles
5. Valiente
6. Che bombom
7. Para vos
8. Todo puede ser mejor
9. Tu cielo
10. Escapare
11. Ángeles del mundo
12. Te amaré por siempre
13. Reina giatana
14. Nenes bien
15. Un ángel
16. Tan alegre el corazón

### 2008
- Teen angels-A ver si pueden

1. A decir que sí
2. A ver si pueden
3. Hay un lugar
4. Un paso
5. Senas tuyas
6. Nena
7. Puedo ser
8. Río de besos
9. El espejo
10. No más goodbye
11. De cabeza
12. Alguien
13. Estoy listo

### 2009
- Teen angels-Que nos volvamos a ver

1. Que nos volvamos a ver
2. Quien
3. Te perdi
4. Cual
5. Una vez más
6. Hoy
7. Vuelvo a casa
8. Pensando en vos
9. Un día más
10. Cuando llegue tu amor
11. Salvar la paz
12. Siento
13. Por el sí
14. Casi un sueno

### 2010
- Teen angels-Vos ya sabes

1. Vos ya sabes
2. Dónde estás
3. Quiero salir del paraíso
4. Me voy
5. Estoy aquí otra vez
6. Cambiar de aire
7. Hoy te vi
8. Abre tus ojos
9. Sólo amigos
10. Resiste
11. Para eso estoy preso
12. Miedo a perderte
13. Bravo por la tierra

## Videóklipek
- 2007

1. Voy por más
2. Casi Ángeles
3. Nenes bien
4. Reina gitana

- 2008

1. A ver si pueden
2. A decir que sí
3. Un paso
4. Quiero

- 2009

1. Que nos volvamos a ver
2. Vuelvo a casa
3. Hoy quiero
4. El lugar real
5. Cada vez que sale el sol
6. Navidad

- 2010

1. Vos ya sabes
2. Bravo por la tierra
3. Miedo a perderte

## Modellkedés
| Év   | Kampány                    |
| ---- | -------------------------- |
| 2005 | 47 Street                  |
| 2005 | Fifteen                    |
| 2006 | Muaa                       |
| 2006 | Como quieres que te quiera |
| 2006 | Cyzone                     |
| 2006 | Sweet Victorian            |
| 2006 | Book                       |
| 2007 | 47 Street                  |
| 2007 | Cyzone                     |
| 2007 | Sweet Victorian            |
| 2008 | Cyzone                     |
| 2008 | Sweet Victorian            |
| 2008 | Gente                      |
| 2008 | Multitalent Agency         |
| 2009 | Regina                     |
| 2009 | Dollfins                   |
| 2009 | Sweet Victorian            |
| 2009 | Gente                      |
| 2009 | Pronto                     |
| 2010 | Carfree                    |
| 2010 | Sweet Victorian            |
| 2010 | Penny love                 |
| 2010 | Dollfins                   |
| 2010 | Caras                      |
| 2010 | Gente                      |
| 2010 | Luz                        |
| 2010 | Hola                       |
| 2011 | Sarkany                    |
| 2011 | Aspexia                    |
| 2011 | Sweet Victorian            |
| 2011 | Penny love                 |
| 2011 | Gente                      |
| 2011 | Oh my gog                  |